# Comet (film)
Pour les articles homonymes, voir Comet.
Pour plus de détails, voir Fiche technique et Distribution.
Comet est un film américain réalisé par Sam Esmail, sorti en 2014.

## Synopsis
Dans un univers parallèle, le film suit, de manière non linéaire, une romance s'étalant sur six ans.

## Fiche technique
- Titre : Comet
- Réalisation : Sam Esmail
- Scénario : Sam Esmail
- Musique : Daniel Hart
- Photographie : Eric Koretz
- Montage : Franklin Peterson
- Production : Lee Clay, Chad Hamilton et Scott G. Stone
- Société de production : Anonymous Content, Fubar Films et Incognito Pictures
- Société de distribution : IFC Films (États-Unis)
- Pays :  États-Unis
- Genre : Comédie dramatique et romance
- Durée : 91 minutes
- Date de sortie : 
  - États-Unis : 5 décembre 2014

## Distribution
- Justin Long : Dell
- Emmy Rossum : Kimberly
- Kayla Servi : Stephanie
- Eric Winter : Josh

## Accueil
Le film a reçu un accueil mitigé de la critique. Il obtient un score moyen de 52 % sur Metacritic.